# Maison Morange
Pour les articles homonymes, voir Morange.
La maison Morange, ou musée des musiques et instruments de l'océan Indien, est un musée français situé à Hell-Bourg, un îlet de la commune de Salazie, sur l'île de La Réunion, dans le sud-ouest de l'océan Indien. Inauguré le 5 novembre 2015 dans l'ancienne demeure d'Henri Morange, le musée, riche d'une collection de 1 500 instruments traditionnels, présente plus de 400 instruments. Cette collection a été rassemblée par deux passionnés, Robert Fonlupt et François Ménard, pendant un demi-siècle de par le monde. Elle est l'une des trois plus riches de France.
Le bâtiment est inscrit à l'inventaire supplémentaire des Monuments historiques depuis le 7 juin 2018.

## Galerie

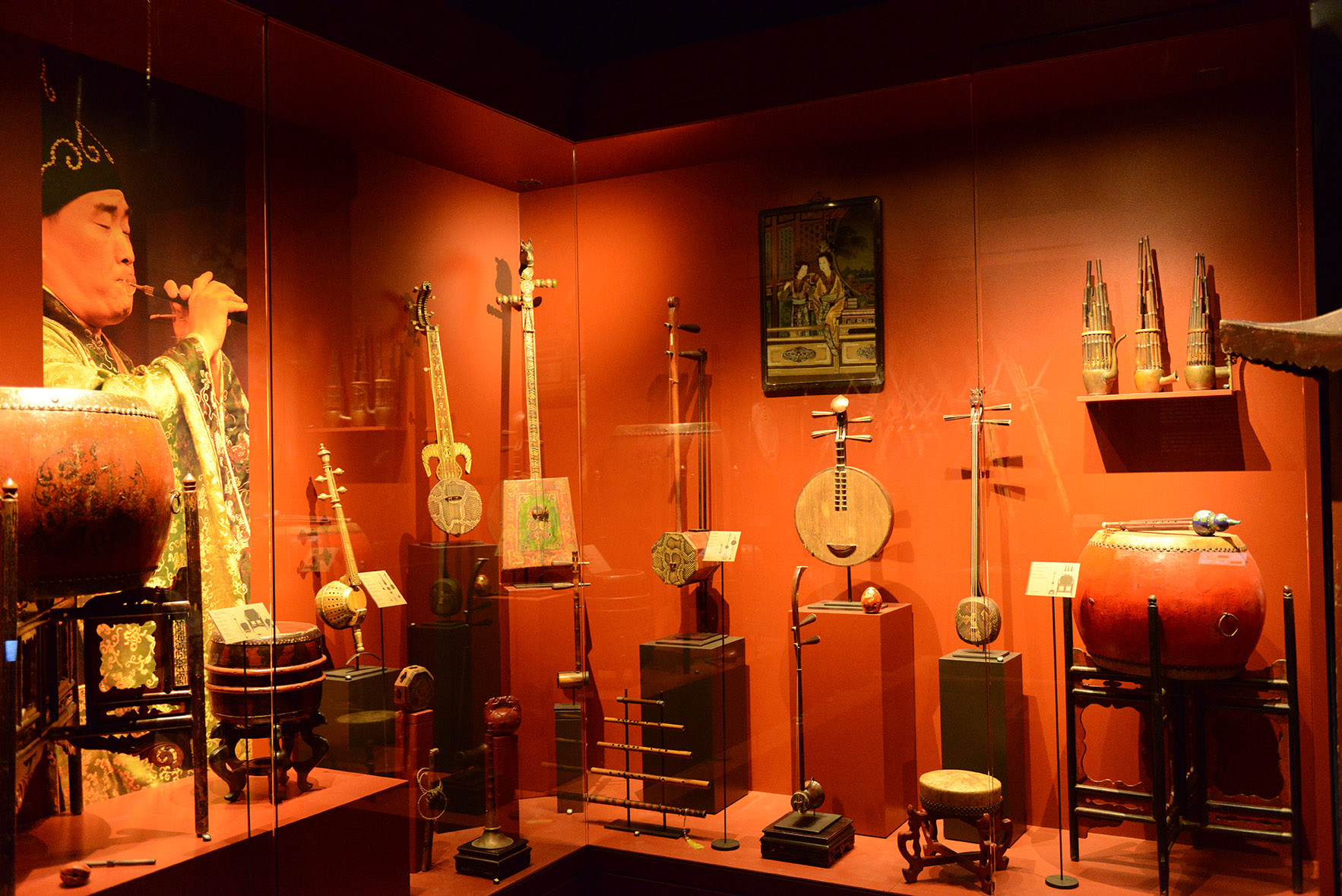
Salle Chine, Maison Morange, musée des musiques et instruments de l'océan Indien
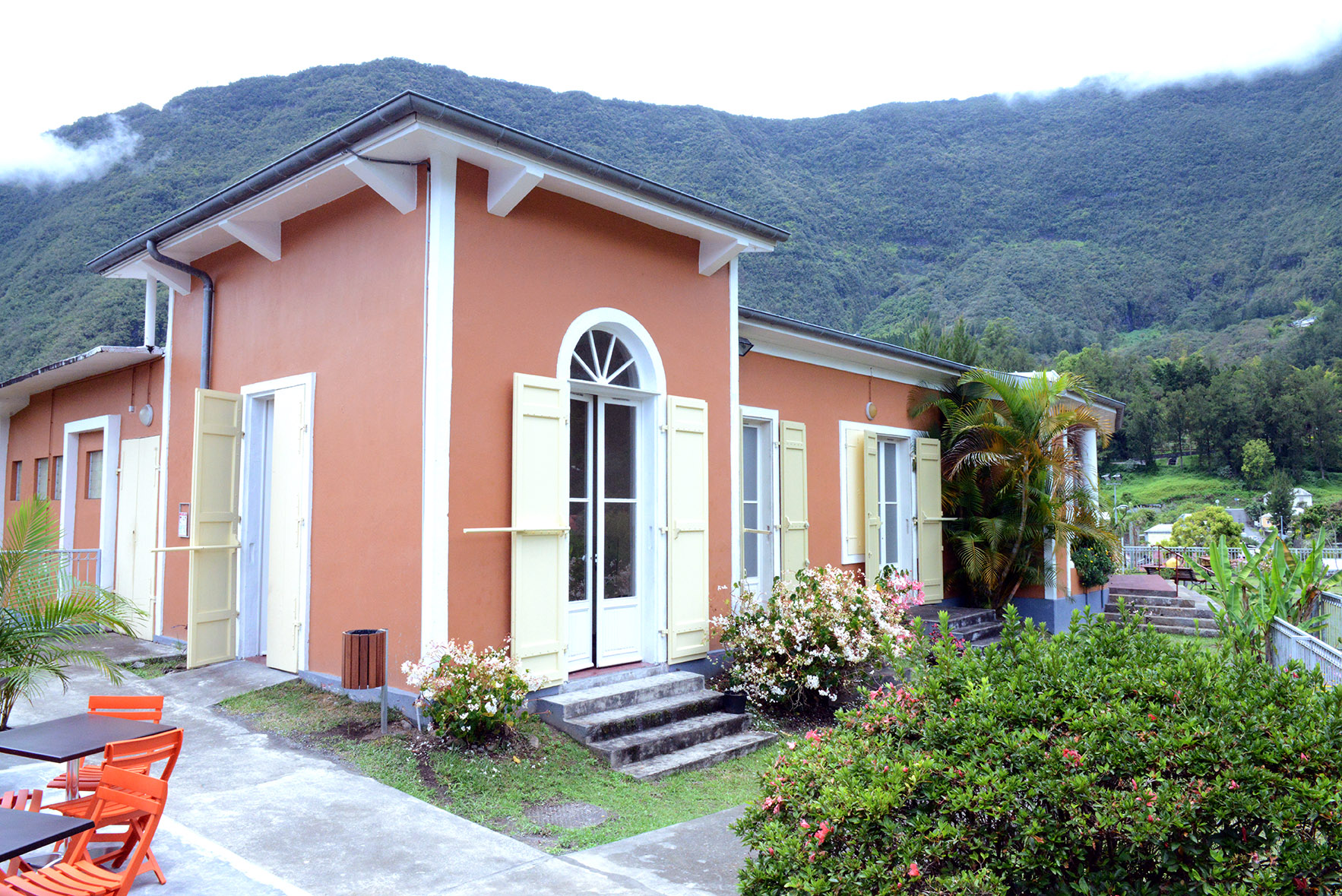
Façade de la Maison Morange, musée des musiques et instruments de l'océan Indien
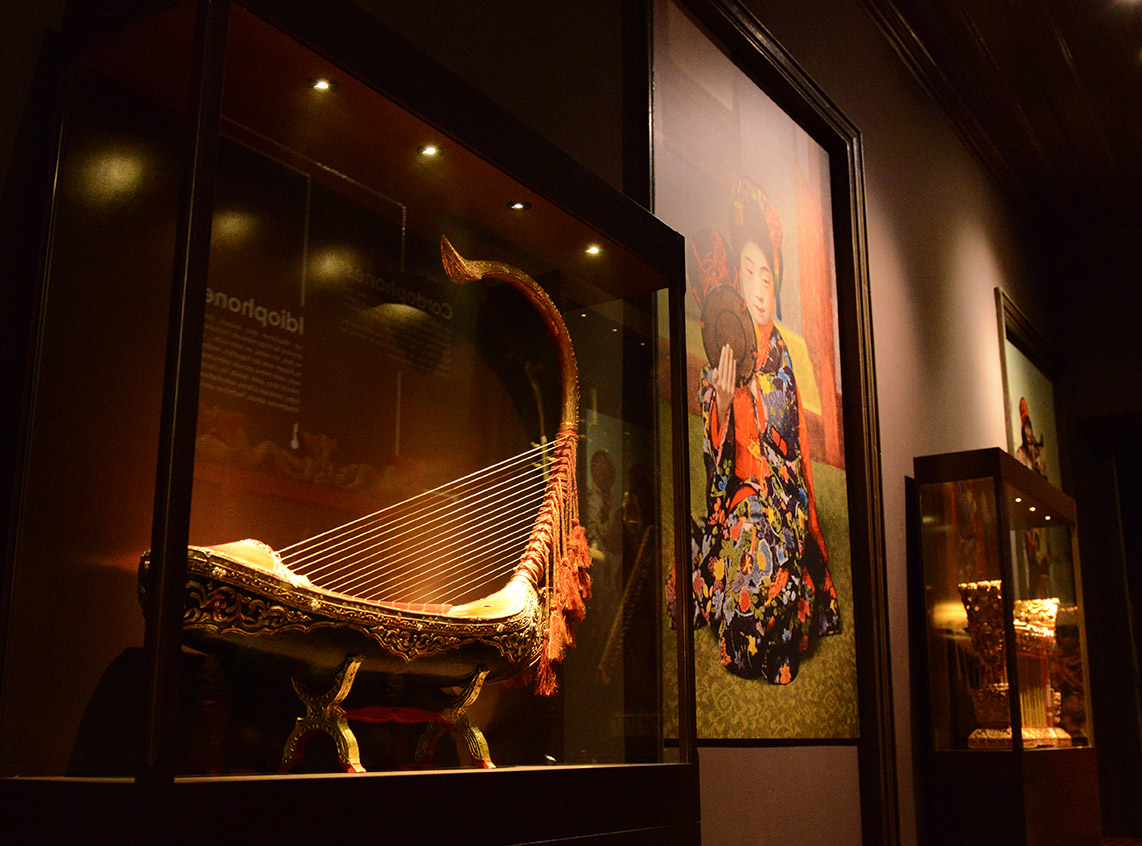
Couloir organologique de la Maison Morange, musée des musiques et instruments de l'océan Indien